# 大塚綱久
大塚 綱久（おおつか つなひさ）は、戦国時代の武将。佐竹氏、白河結城氏の家臣。常陸国羽黒山城代。

## 略歴
永正2年（1505年）、佐竹義舜に背いて結城顕頼に従い羽黒山城代となった。天文年間の始めの6月9日、佐竹義篤が渋江内膳を将として常陸境関渡に押し寄せ、綱久は斑目広基、河東田大膳らと共に防戦に努めたが、衆寡敵せず戦死し、関渡は佐竹氏の手に陥った。
大塚氏は綱久のあと三代に渡って羽黒山城を治めていたが、永禄7年（1564年）、綱久の子・為久の代に佐竹氏に攻められ落城した。その後、為久は天正6年（1578年）に陸奥石川氏の一族の浅川氏の浅川城を攻めた際に弓で射られ、討死した。